# Gents systeem
Het Gents systeem is een regeling waarbij werkloosheidsuitkeringen niet door de overheid aan de werkzoekende betaald worden, maar door een vakbond. Dit model is vernoemd naar de Belgische stad Gent, waar het voor het eerst zou zijn toegepast. In landen met een Gents systeem van uitbetaling, Denemarken, Finland en Zweden, is er een hogere syndicalisatiegraad omdat werkers die zich op voorhand vrijwillig inschrijven bij een bond daarvan profiteren wanneer ze zonder werk vallen. In België is er sprake van een quasi-Gents systeem, met een verplichte in plaats van vrijwillige werkloosheidsverzekering en naast de vakbonden een hulpkas van de overheid.

## Bron
- (nl)  Tim Van Rie, Ive Marx en Jeroen Horemans, "Het Gents systeem herbekeken: Werkloosheidsverzekering en vakbondslidmaatschap in België, Denemarken, Finland en Zweden", Centrum voor Sociaal Beleid Herman Deleeck